# Ormön, Ukraina
Ormön (ukrainska: острів Зміїний ostriv Zmijinyj, rumänska: insula Şerpilor) är en liten klippö i Svarta havet, på gränsen mellan Ukraina och Rumänien. Den ligger i Donaus floddelta, 35 kilometer från Ukrainas kust, och dess tillhörighet har varit omstridd sedan 1991. Sedan 2009 har den efter internationell medling tillerkänts Ukraina.
Det är inte klarlagt varför ön kallas Ormön. Det finns inget naturligt bestånd av ormar på ön. Grekerna ändrade öns namn till Fidonisi, med betydelsen "Ormön", i slutet av 1700-talet. Enligt ukrainsk lokalhistoria är en trolig teori att det fanns gott om vattenormar på ön, men att ormarna försvann när ön förändrades med tiden.

## Historik
Ormön var känd redan under antiken och kallades då Leuce (den vita ön), efter den branta klippkusten som liknade kalksten. Under nyare tid har den, på grund av sitt strategiska läge, tillhört olika länder. Kejsardömet Ryssland erövrade den från turkarna år 1829, och efter Rysk-turkiska kriget tillföll Ormön Rumänien år 1878.
Fyren på Ormön byggdes av ryssarna 1842 på öns högsta punkt, där ett tempel till ära för den grekiska guden Akilles tidigare stod. Fyren förstördes under både första och andra världskriget men har renoverats och utrustats med en radiofyr.
Efter andra världskriget tillhörde ön Sovjetunionen. Efter unionens sönderfall år 1991 stred Ukraina och Rumänien om äganderätten.
Gränsen mellan Ukraina och Rumänien, och därmed rätten till den 12 000 kvadratkilometer stora kontinentalsockeln med stora olje- och gasfyndigheter, avgjordes slutligen år 2009. Efter beslut i Internationella domstolen i Haag beslutades att Ormön och en femtedel av havsområdet skulle tillfalla Ukraina. Rumänien utgav ett nytt frimärke i anledning av domen.
Ryssland ockuperade ön i februari 2022, i inledningen av invasionen av Ukraina, för att kunna kontrollera sjöfarten till och från Ukraina. Ukraina återtog kontrollen av ön den 1 juli 2022, efter att ryssarna lämnat ön.

## Befolkning, flora och fauna
Ormön uppfattades länge som ogästvänlig och var obebodd fram till år 2007, då ett samhälle med ett 30-tal invånare anlades. Några år senare uppskattades invånarantalet till omkring 100, däribland gränsbevakare, fyrvaktare och forskare med sina familjer.
Havet runt ön är ett skyddat område och rikt på fisk- och krabbarter. Universitetet i Odesa har sedan 2003 en forskningsstation på Ormön, där studenter undersöker flora och fauna.